# Plebejus hispanafusca
Plebejus hispanafusca är en fjärilsart som beskrevs av Ruggero Verity 1931. Plebejus hispanafusca ingår i släktet Plebejus och familjen juvelvingar. Inga underarter finns listade i Catalogue of Life.